# Hypsicera minor
Hypsicera minor är en stekelart som först beskrevs av Pierre L. G. Benoit 1954.  Hypsicera minor ingår i släktet Hypsicera och familjen brokparasitsteklar. Inga underarter finns listade i Catalogue of Life.